# 交叉性
多元交織性（英语：Intersectionality），或称为交叉性，是一个理論框架，用于理解由多个个人身份的组合所引起的特殊歧视和压迫。這些方面的例子有性別、種姓、性、種族、階級、宗教、殘疾、外貌，以及身高。交叉性可用於識別人們由於上述多種因素的組合而經歷的優缺點。這些相互交織和重疊的社會身份可能既賦權又壓迫。例如，黑人婦女可能面臨的歧視行為既不因其種族差異（因為該業務不歧視黑人），也不因其性別差異（因該業務不歧視白人婦女），但卻由於兩個因素的結合而產生。
在交叉性中，目的不是通过认识到当两个或多个歧视重叠时，存在于独立国家中不会发生的歧视，从而排除社会中特别边缘化的人。在倡导两性恋之前，第二波女权主义是主流，它主要关注白人、中产阶级妇女的统一经历。也就是说，诸如女性、有色工人、穷人、男同性恋者、变性妇女和移民妇女等不符合该女性形象的经历被排除在女权主义之外。然而，随着两性观念的渗透，女权主义通过审视内部特权并强调融合各种女性经验，演变成更广泛的第三波女权主义。跨部门女权主义通过认识到各种妇女的身份和她们的经历，使她们与女权主义区分开来，女权主义侧重于社会上多数特权白人和异性恋者。

## 历史背景
1989年，黑人女权主义学者金伯利·威廉姆斯·克伦肖使用“交叉性”一词描述黑人女性所受到各式各樣的歧視與壓迫。
美国女权主义运动史上，黑人妇女常被排除在外。在19世纪和20世纪，许多黑人女权主义者，如安娜·朱莉娅·库珀（Anna Julia Cooper），开始对这一历史性的排斥表示质疑。他们反驳了早期由中产阶级白人妇女所领导的女权主义运动把妇女群体的生活经历同一化的思想，认为黑人、穷人或残疾妇女与中产阶级白人妇女所受到的压迫形式存在很大差异，并开始研究如何将性别、种族和阶级身份结合到一起，以“决定女性的命运”。
1848年美国纽约州塞內卡福爾斯召开的第一次女权大会是第一波女权主义运动的开端，最初只涉及白人妇女的权利和利益。十九世纪下半叶至二十世纪初的女权主义浪潮主要关注白人男性和女性在政治上的平等，而种族不平等在很大程度上被忽视。
第二波女权主义源于贝蒂·弗里丹（Betty Friedan）的《女性的神秘》（The Feminine Mystique），致力于消除女性在家庭中遭受的性别歧视。在此期间，女权主义者在1963年的《工资平等法》、《教育修正法》第九条以及罗伊诉韦德案件中取得了成功，但他们也使黑人妇女与主流运动的政纲疏远了。
第三波女权主义在20世纪80年代末“交叉性”这一概念提出不久后出现。此时的女权主义者注意到了早期的女权主义运动对种族、阶级、性取向和性别认同缺乏关注的问题，并试图为解决政治和社会差距提供一个渠道。“交叉性”承认了早期女权主义所忽视的这些问题。许多现代学者，如莱斯利·麦考尔（Leslie McCall）认为，引入歧视形式交叉性理论对于社会学是至关重要的。在该理论发展之前，几乎没有过对在社会中遭受多种形式不公正待遇的人的经历的专门研究。
“交叉性”的概念与20世纪70年代马萨诸塞州波士顿的黑人女同性恋女权组织卡姆比河团体（Combahee River Collective）提出的「同时性」概念，也具有历史和理论层面上的联系。后者提到了种族、性别和社会阶层同时产生的影响，并挑战了以黑人男性为中心的社会运动以及主流性别、白人、中产阶级、异性恋女权主义者的分析。
第四波女权主义中最常提及的身份包括种族、性别、阶级、能力、国籍、公民身份、宗教和体型。尽管「交叉性」一词是在1989年创造的，但直到2000年代才被女权主义者广泛采用。

## 壓迫和抵抗的過程
处于社会边缘地位的群体中的人们通常被社会单方面赋予“其他”属性。格洛丽亚·安萨尔杜阿（Gloria Anzardua）指出，由于不遵守社会惯例和规范（例如异性恋规范），因此排除在社会学中的“标准化”之外。奥黛丽·路（Audre Lorde）使用“奇特标准”的概念来描述被视为社会中的“另一个”，并由此产生了如下的社会认知。批评学者亚瑟·布里顿和玛丽·梅纳德说：“统治总是涉及要控制的主体的客观化。所有形式的压迫都轻视了被压迫者的主体性。”基于此，柯林斯认为自我评估和自我定义是抵抗压迫的有效技术。承认自己并自我定义对于保持被压迫者的自尊心是有效的，并且可以减少不人道对待他人的影响。

## 批判

### 观念学
政治理论家丽贝卡·赖利·库珀（Rebecca Reilly-Cooper）认为，交叉性在很大程度上依赖于立场论。交叉性认为被压迫者通常是判断其压迫经历的最佳人选，当相似被压迫的人对类似事件有不同的想法时，这可能会产生悖论。这样的悖论使得仅凭主观证词就很难综合出共同的可诉原因。交叉性是模棱两可的。
雷基亚·吉布林（Rekia Jibrin）和萨拉·塞勒姆（Sara Salem）认为，交叉性理论创建了一个统一的反政治压迫的思想，这要求其拥护者很多，往往超出了合理的预期范围，这给实践带来了困难。他们还说，交叉性哲学鼓励人们关注群体内部的问题，而不是关注整个社会，而交叉性是“呼吁复杂性，摒弃过度简化……这具有强调霸权结构的“内部差异”的并行效果”。
丽莎·唐宁（Lisa Downing）认为，交叉性过于关注群体身份，这可能导致它忽略了人们是个人而不只是阶级成员的事实。忽略这一点会导致交叉性分析简单化，以及对一个人的价值观和态度出现不准确判断。

### 心理学
自20世纪50年代以来，心理学的研究者们已经将交叉性效应纳入其中，这些交叉性效应是基于对偏见、启发式、刻板印象和判断的研究。心理学家将心理偏见的研究扩展到认知和动机心理学领域。结果发现，每个人的大脑在判断和决策上都有自己的偏见，这些偏见往往通过避免改变和关注个人感知范围之外的观念来保持。尽管按人而定的影响是研究最多的类别，但心理相互作用的影响范围很广。结果，心理学家没有将人口统计学（例如性别和种族）的相互作用效应解释为比任何其他相互作用效应都更值得注意或更不那么显着。此外，压迫在被视为绝对等级制度时可以被视为主观建构。即使达到了对压迫的客观定义，因人而异的影响也会使人难以将某些人或某些类别的人视为一致受压迫的人。例如，黑人被刻板地视为暴力，这在与警察互动中可能是不利的，但在身体上也很有吸引力，在浪漫的情况下可能是有利的。
心理学研究表明，倍增“被压迫”身份的效果不一定是相加的，而是以复杂的方式相互作用的。例如，黑人同性恋者可能比黑人异性恋者得到更积极的评价，因为同性恋刻板印象中的“女性化”方面缓和了黑人刻板印象中的男性化和攻击性。

### 反犹太主义
尽管交叉性理论并未明确地与反犹太主义联系在一起，但在实践中，批评家声称，交叉性被用作证明反犹太主义的正当意识形态手段。

## 另请参阅
- 说出她的名字